# Cornigomphus guineensis
Cornigomphus guineensis är en trollsländeart som beskrevs av Martin 1907. Cornigomphus guineensis ingår i släktet Cornigomphus och familjen flodtrollsländor. Inga underarter finns listade i Catalogue of Life.